# Куропатницький замок
Куропатницький замок — втрачена оборонна споруда в селі Куропатниках Бережанської громади Тернопільського району Тернопільської области України.

## Відомості
У XVI ст. збудований замок, укріплення якого були поєднанням мурованих стін, земляних валів і ровів. 1626 р. захоплений татарами, які його також пограбували. 
Потоцькі на місці замку в ХІХ ст. спорудили винокурню.
Нині збереглися незначні сліди валів та ровів.